# William Coleman (historiador)
William Coleman (1934 - 1988) fue un distinguido historiador de la ciencia estadounidense con un interés fundamental en la historia de la zoología y la teoría de la evolución. Coleman también estudió la relación entre la ciencia y el pensamiento social y político. La beca de disertación William Coleman (William Coleman Dissertation Fellowship) lleva su nombre en su honor.

## Carrera

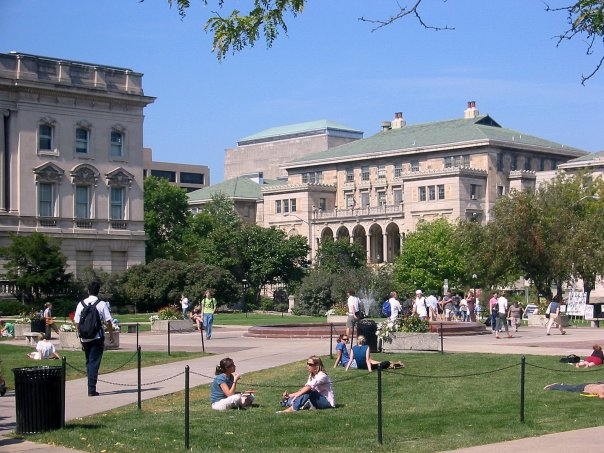
El Memorial Union de la Universidad de Wisconsin-Madison visto desde el Library Mall en el campus.

Coleman fue un profesor distinguido en su campo. Durante el transcurso de su carrera enseñó en la Universidad Johns Hopkins (1961-1978) y obtuvo el título de Profesor de Historia de la Ciencia y Estudios Humanísticos. En 1971, Coleman recibió una beca del American Council of Learned Societies y pasó un año en el Instituto de Investigación en Humanidades de la Universidad de Wisconsin-Madison (UW-Madison). Aunque regresó a la Universidad Johns Hopkins cuando terminó su beca, Coleman recibió una segunda beca en 1977 del Fondo Nacional de Humanidades y volvió nuevamente al Instituto de Investigación en Humanidades de la UW-Madison. En la culminación de su carrera, Coleman dejó la Universidad Johns Hopkins y comenzó a enseñar en la UW-Madison (1978-1988). En 1978, esta última concedió a Coleman el título de Profesor de Historia de la Ciencia e Historia de la Medicina, y en 1984, Coleman recibió el honor de ser nombrado Profesor Carol Dickson Bascom de Humanidades. El profesor Coleman se desempeñó como presidente de la Sociedad de Historia de la Ciencia y fue elegido miembro de la Sociedad Filosófica Estadounidense. William Coleman murió el 28 de abril de 1988 a causa de leucemia.

## Beca de disertación William Coleman
En honor a su memoria, su viuda, Louise S. Coleman, estableció en 2005 la beca de disertación William Coleman en historia de la ciencia ( William Coleman Dissertation Fellowship in the History of Science) en el Instituto de Investigación en Humanidades ubicado en la UW-Madison. La beca de disertación Coleman proporciona un estipendio por un semestre, valorado en julio de 2023 por $13 000, además de una exención de matrícula y beneficios, con privilegios adicionales de impresión, fax y fotocopiado.

## Publicaciones
- George Cuvier, Zoologist. A Study in the History of Evolutionary Theory (1964).
- Biology in the Nineteenth Century: Problems of Form, Function and Transformation (1971). Tr.: La biología en el siglo XIX. Problemas de forma, función y transformación. México, Fondo de Cultura Económica, 1983.
- Death is a Social Disease: Public Health and Political Economy in Early Industrial France (1982).
- Yellow Fever in the North (1987).
- The Investigative Enterprise: Experimental Physiology in Nineteenth-Century Medicine (con Frederic L. Holmes) (1988).